# Хастатов, Аким Васильевич
Аким (Иоаким) Васильевич Хастатов (01./05.12.1756, Астраханская губерния—10.05.1809, Санкт-Петербург) — генерал-майор русской императорской армии, участник русско-турецкой войны 1787—1791 годов, генерал-адъютант генерал-аншефа А. В. Суворова, Георгиевский кавалер. Владелец кавказского имения Шелкозаводское.

## Биография
Родился в 1756 году в Кизляре, по другим сведениям — в Астрахани, в семье московской 1-й гильдии Гостиной сотни армянского купца-шелкозаводчика, пожалованного Правительствующим Сенатом в московское мещанское сословие, содержателя шёлковых мануфактур, коммерции обер-директора темерниковской «Российской в Константинополь торгующей коммерческой компании» и Темерниковского порта (таможни) на р. Дон, попечителя Императорского московского воспитательного дома Василия Макарова сына, он же — прозванием Хастатов Барсег (? — 01.02.1802), внука армянского купца Васильева Сафара Макарова (Хастат бек (? — 1730), основателя села Сарафанниково (позднее — с. Шелкозаводское, Земной рай тож) и Сарафанниковой шёлковой мануфактуры в Кизлярском уезде Кавказской губернии (ныне станица Шелковская).
Образование получил домашнее, владел несколькими иностранными языками. В 1773 г. вступил в военную службу солдатом гвардейской пехоты; из сержантов лейб-гвардии с 01.01.1777 г. выпущен в отставку на свое содержание в чине армии капитана (патент на чин от 19.05.1777 г.) вместе с братом — Хастатовым Осипом (Иосифом) Васильевичем, который так же, из сержантов лейб-гвардии с 01.01.1777 г. выпущен в отставку на свое содержание в чине армии капитана (патент на чин от 19.05.1777 г.; впоследствии служил чиновником Казённой палаты Архангельского наместничества).
В отставке жил в Астрахани, где директором порта и правящим цолнерскую должность портовой таможни в чине титулярного советника служил его старший брат — Богдан Хастатов. В 1780 году в Астрахани знакомится с А. В. Суворовым, где и становится его адъютантом. По представлению генерал-аншефа А. В. Суворова от 27.02.1780 г. (вероятно, по протекции брата — Богдана), с 17.05.1780 г. вновь вступил в военную службу капитаном пехотных полков Астраханского корпуса под командой генерал-аншефа А. В. Суворова; из секунд-майоров Астраханского корпуса с 28.09(10).1786 г. произведён в генеральс-адъютанты в чине премьер-майора пехотных полков при генерал-аншефе А. В. Суворове.
Участник основных кампаний Русско-турецкой войны 1787—1791 гг. За проявленную храбрость в сражении 30.09.-01.10.1787 г. при крепости Кинбурне из генеральс-адъютантов в чине премьер-майора штаба генерал-аншефа А. В. Суворова со старшинством от 01.10.1787 г. произведён сверх комплекта в подполковники Смоленского драгунского полка (поступил в полк в сентябре 1787 г.); в том же чине подполковника не позднее 12.03.1788 г. переведён в комплект Ярославского пехотного полка; в том же чине подполковника в 1789 г. переведён в комплект Стародубовского (Стародубского) карабинерного (кирасирского) полка; 21.07.1789 г. в сражении при Фокшанах назначен командиром 1-го батальона гренадер Фанагорийского гренадерского полка, был ранен при взрыве порохового погреба; 11.09.1789 г. в сражении при Рымнике командовал 2-м и 3-м батальонами гренадер Фанагорийского гренадерского полка каре правого фланга 1-й линии, сдержав и опрокинув турецкую фланговую атаку; за отличие и храбрость при Фокшанах и Рымнике пожалован кавалером ордена Святого Владимира 4-й ст. (30.03.1790); в ноябре — декабре 1790 г. участвовал в осаде и штурме крепости Измаил и, уже после подписания мирного договора с Турцией, был пожалован кавалером ордена Святого Георгия IV класса (26.11.1792) за Фокшаны.
Владея несколькими иностранными языками, в том же чине подполковника по штатам Стародубовского карабинерного полка с весны 1793 г. жил в Херсоне, ожидая назначения на дипломатическую службу, и с 29.10.1793 г. откомандирован дворянином русского посольства генерал-поручика М. И. Кутузова в Константинополь; вернулся в Россию в 1794 г..
После дипломатической службы находился «в отпуску» и в 1795 г. женился на девице Столыпиной Екатерине Алексеевне, двоюродной бабушке поэта М. Ю. Лермонтова и родной сестре Столыпина Александра Алексеевича (1774, Пенза — не позднее 04.02.1846, Симбирск), в том же — 1795 г., из вахмистров лейб-гвардии Конного полка, с 09.07.1795 г. пожалованного во флигель-адъютанты генерал-аншефа графа А. В. Суворова — Рымникского; из подполковников с 23.09.1797 г. произведён в полковники Стародубовского драгунского (кирасирского) полка и 25.02.1798 г. назначен его полковым командиром; с производством в чин генерал-майора с 20.08.1798 г. назначен шефом ново-сформированного своего имени 5-ти эскадронного Хастатова драгунского полка, имевшего квартиру в Харькове; с 16.01.1799 г. полк включён в состав 4-й действующей армии под командой генерал-фельдмаршала графа И. П. Салтыкова; с 09.02.1799 г. отставлен от должности и военной службы за невыполнение вверенным полком положений воинских уставов и превышение полномочий; с 02.03.1800 г. бывший Хастатова драгунский полк расформирован.
После отставки А. В. Хастатов с семьёй жил в родовом имении — селе Шелкозаводском (Сарафанниково тож, Земной рай тож) Кизлярского уезда Астраханской и Кавказской губерний; с 1804 по 1805 г. избирался первым Кавказским губернским предводителем дворянства.
Умер в 1809 году в Санкт-Петербурге. Похоронен на Смоленском армянском кладбище.

## Семья
Жена — Екатерина Алексеевна Столыпина (1775—1830), дочь преуспевающего симбирского помещика и родная сестра Елизаветы Арсеньевой, бабушки М. Ю. Лермонтова. Проживала с мужем в Горячеводске, где в её доме в 1820 и в 1825 годах гостил с бабушкой поэт. Друг Акима Васильевича, Измаил-бей, возможно, стал прототипом главного героя поэмы Лермонтова «Измаил-Бей». За своё бесстрашие и героизм Екатерина Алексеевна звалась современниками «авангардной помещицей». Умерла от холеры в Георгиевске во время своей поездки в имение Шелкозаводское. Похоронена на местном кладбище, могила не сохранилась. В браке имела детей:
- Мария (1798—1835), замужем за Павлом Петровичем Шан-Гирей (1796—1869), их сын Аким.
- Анна  (1802—1836), замужем за генерал-майором Павлом Ивановичем Петровым (1792—1871).
- Аким (1807—1887), прапорщик Семёновского полка, состоял адъютантом при П. И. Петрове. По словам современников, был оригинальной личностью и отчаянным храбрецом. Отличился в 1846 году в Абулат-Юртовском поражении горцами Гребенских казаков под командованием А. А. Суслова. Выйдя в отставку, путешествовал по Европе, после жил в своём имение Шелкозаводском.

Отец — Василий Макаров, он же прозванием Хастатов Барсег (? — 01.02.1802), внук армянского купца Васильева Сафара Макарова (? — 1730), переселившегося в Россию и в 1718 г. по указу царя Петра I получившего привилегию на земли по р. Терек для создания шёлковой экономии, позднее получившей название Сарафанникова шёлкового завода (по названию мануфактуры некоторые её работники, позднее отправляемые в Московский суконный двор для обучения ремеслу, получали фамильное прозвание Сарафанниковых); с 1740 г. владелец шелкопрядильной фабрики в Астрахани (совместно с отчимом — с.-петербургским купцом 1-й гильдии и мещанином Лукой Шеримановым (Ширвановым, Макаровым), владельцем с.-петербургской шелкопрядильной фабрики на пересечении Малого проспекта и 3-й линии Васильевского острова, который умер не позднее 05.07.1765 г.) и с 1746 г. — аналогичной фабрики в Москве (с 1765 г., после смерти отчима, стал единоличным содержателем московской шелкопрядильной фабрики, которая до 1771 г. находилась на высоком берегу р. Яузы, близ Андроникова мужского монастыря; оставшись без работных и мастеровых людей после московской чумы 1771 г., фабрика была переведена в Кизляр, где в 1784 г. взята за долги под казну вместе с Сарафанниковой мануфактурой); с 21.09.1741 г. — совместно с отчимом был владельцем и содержателем Сарафанниковой шёлковой мануфактуры близ Кизлярской крепости по левой стороне р. Терек; из астраханских купцов в 1746 г. был вызван на службу в Главный магистрат в С.-Петербурге, откуда отправлен в московский Магистрат, а из него зачислен в купеческую гильдию и с 1747 г. — московской 1-й гильдии купец Гостиной сотни, по указу Правительствующего Сената от 18.01.1749 г. пожалованный в московское мещанство (московской 1-й гильдии мещанин); московский домовладелец, жил в собственном доме в Китай-городе (где имел торговые лавки в шёлковом ряду), у Ильинских ворот, в приходе церкви Иоанна Богослова, и по описи 1768 г. владел двумя московскими дворовыми усадьбами (в 1-й и 10-й частях города), продолжая жить в Китайгородской (1-й) части; торгуя через Астраханский порт с государствами Закавказья и Персией грубым сермяжным сукном, В. М. Хастатов с несколькими купцами-компаньонами в декабре 1754 г. подал прошение в Правительствующий Сенат о создании в Астрахани российской купеческой компании для торговли с Персией (Персидской компании) и о наделении её монопольными привилегиями сроком на 15 лет; одобренный Сенатом проект такой компании (с награждением В. М. Хастатова чином титулярного советника), рассмотренный 25.03.1755 г. императрицей Елизаветой Петровной, высочайше не был утверждён; аналогичная попытка, предпринятая В. М. Хастатовым с купцами-компаньонами в отношении торговли с Турцией, увенчалась успехом и указом Правительствующего Сената от 24.02.1757 г. он произведён в должность и звание обер-директора темерниковской «Российской в Константинополь торгующей коммерческой компании», до 27.03.1762 г. имевшей государственную монополию на морскую и сухопутную торговлю с Османской империей, Закавказскими и Средиземноморскими государствами через г. Черкасск и Темерниковский порт (таможню) на р. Дон в районе современного г. Ростова-на-Дону; согласно положениям выданной привилегии, звание коммерции обер-директора над пошлинами и акцизами Темерниковской портовой таможни соответствовало чину коллежского асессора Табели о рангах, что давало В. М. Хастатову право потомственного дворянства, и, кроме того, таможенные сборы, в виде беспроцентного государственного кредита в размере 30 тыс. руб. сроком на 10 лет, начиная с 1759 г. предоставлялись в распоряжение В. М. Хастатова на улучшение и развитие как Темерниковского порта, так и Сарафанниковой шёлковой мануфактуры; 22-24.09.1761 г. С. М. Хастатов в звании темерниковского портового обер-директора присутствовал при закладке крепости святого Дмитрия-Ростовского (современный г. Ростов-на-Дону); после уничтожения монополии на внешнюю торговлю темерниковская компания до начала русско-турецкой войны 1768—1774 гг. продолжала вести деятельность в качестве таможенного брокера, владея конторами в Москве, Темерникове и Константинополе, а также таможенными складами («магазинами») в Темерникове; в 1-й половине 1780-х гг. производство на Сарафанниковом шёлковом заводе фактически прекратилось и в 1784 г. за долги по казённым кредитам он был взят под казённое управление, с переводом большей части прикреплённых работников в разряд государственных крестьян. В том же звании коммерции обер-директора московской шёлковой фабрики В. М. Хастатов был известным московским благотворителем и храмостроителем московской армянской диаспоры, с 1773 по 1795 г. служил в звании попечителя при Императорском московском воспитательном доме, получив «особливое» свидетельство за пожертвования в 1768 г. крупных сумм в пользу Московского воспитательного дома и, кроме того, в московской усадьбе В. М. Хастатова в Китай-городе в 1770-х гг. находилась Армянская церковь, кружечный сбор с которой доставлялся в пользу Воспитательного дома; был женат на девице Христофоровой Варваре Богдановне, в браке имел дочь Анну и сыновей — Михаила, Богдана, Иоакима (Акима) и Иосифа (Осипа).
Мать — Христофорова Варвара Богдановна, купеческая дочь, московская домовладелица.
Брат — Хастатов Богдан Васильевич — секунд-майор, служил в Астрахани: состоял в статской службе с 1767 г. директором Астраханского порта; цолнер Астраханской портовой таможни с 1773 по 1776 г.; цолнер Енатаевской портовой таможни Астраханской губернии с 1776 по 1778 г.; директор и правящий должность цолнера Астраханской портовой таможни с 1778 по 1780 г.; по представлению генерал-аншефа А. В. Суворова от 27.02.1780 г. вступил в военную службу, из титулярных советников с 17.06.1780 г. произведён в капитаны пехотных полков Астраханского корпуса (патент на чин от 23.06.1780 г.); неоднократно выполнял дипломатические поручения генерал-аншефа А. В. Суворова; с 13.03.1786 г. пожалован в чин секунд-майора; в том же чине с 1786 по 1788 г. служил заседателем 1-го департамента Астраханского нижнего земского суда, с 1791 по 1796 г. — заседателем Астраханского нижнего надворного суда Кавказского наместничества.
Брат — Хастатов Михаил (Михайло) Васильевич — секунд-майор, служил в Сибири, участник русско-турецкой войны 1768—1774 гг.: 22.09.1771 г. из сержантов лейб-гвардии выпущен поручиком при 1-й армии (патент на чин от 16.11.1771 г.); 04.12.1775 г. из поручиков произведён капитаном в отставку (патент на чин от 08.05.1780 г.); 28.02.1779 г. из капитанов произведён секунд-майором в отставку (патент на чин от 24.09.1779 г.); на 10.11.1780 г. — секунд-майор, товарищ Тюменского воеводы Симбирской губернии; на 10.03.1782 г., на 29.04.1782 г., на 20.11.1783 г., на 06.11.1784 г., на 15.11.1785 г. — в том же чине асессор Уголовной палаты Тобольского наместничества.
Брат — Хастатов Осип (Иосиф) Васильевич — надворный советник, служил в Архангельске: в службе солдатом гвардейской пехоты с 1773 г.; из сержантов лейб-гвардии с 01.01.1777 г. выпущен в отставку с чином армии капитана (патент на чин от 19.05.1777 г.); с 03.10.1785 г. — коллежский асессор; с 31.12.1792 г. — надворный советник; служил заседателем 1-го департамента Архангельского нижнего надворного суда, затем асессором (по части о соли) Винной и соляной экспедиций Архангельской казённой палаты.
Сестра — Хастатова Анна Васильевна, в замужестве Лазарева (08.01.1750 — 09.07.1802) — супруга надворного советника Минея (Мины) Лазаревича Лазарева (1734 — 18.01.1809), жила в Москве.

## Память
В 1987 году имение Хастатова (сейчас — на территории села Парабоч Шелковского района Чечни) было признано памятником истории и культуры. Сейчас в нём располагается музей М. Ю. Лермонтова. Дом был построен армянским помещиком Калустовым. Дом Хастатовых, находившийся в юго-восточной части Шелкозаводска, был разрушен наводнением 1885 года, после чего казаки переселились на новое место к Шевелеву озеру.